# Консервативна партія Квебеку
Консервативна партія Квебеку (фр. Parti conservateur du Québec) — політична партія, що існувала у Квебеку з 1867 до 1936 року.
Сформована на базі так званої Синьої партії (фр. Parti bleu), створеної у 1854 році.
У 1933 році шефом Консервативної партї став Моріс Дюплессі.
Під час виборів 1935 року консерватори уклали альянс з іншою партією — Національною ліберальною дією (фр. Action libérale nationale). А 20 червня 1936 ці дві партії остаточно злилися у нову політичну формацію — Національний союз (фр. Union Nationale). Лідером нової партї став шеф консерваторів Дюплессі.